# CA San Martín (Tucumán)

Club Atlético San Martín is een Argentijnse voetbalclub uit Tucumán. De club werd opgericht op 2 november 1909. De thuiswedstrijden worden in het Estadio La Ciudadela gespeeld, dat plaats biedt aan 35.000 toeschouwers. De clubkleuren zijn rood-wit.

## Prijzenlijst
Nationaal
- Primera B Nacional
  - Winnaar 2007/08